# میژن (شهرستان پلیس)
میژن (به لاتین: Mierzyn) یک روستا در لهستان است که در گمینا دوبرا (شهرستان پلیس) واقع شده‌است.